# BMW Motorrad Motorsport Endurance
BMW Motorrad Motorsport Endurance ist ein Rennsportteam von BMW-Motorrad. Das Team tritt im Rahmen der FIM Endurance Weltmeisterschaft und anderen namhaften Rennveranstaltungen vorwiegend im Langstreckenstraßenrennsport auf einer modifizierten BMW HP2 Sport an. Der erste Einsatz des Teams waren die 24 Stunden von Le Mans 2007, 50 Jahre nach dem letzten offiziellen Werkseinsatz (Walter Zeller, 1957) einer BMW im Straßenrennsport.

## Struktur
Während die Koordination der Rennstreckeneinsätze und Entwicklung der Maschine von BMW-Motorrad in München übernommen wird, findet der Auf- und Umbau der Maschinen sowie die Bereitstellung der Boxencrew während der Rennen durch die Firma WITEC Motorsport, Adlkofen, statt. WITEC betreute bereits in der Vergangenheit die werksseitig unterstützten Gastfahrer im BMW BoxerCup.
| Aufgabenbereich                | Name                   |
| ------------------------------ | ---------------------- |
| Leiter Motorsport BMW Motorrad | Berthold Hauser, BMW   |
| Teamchef                       | Rainer Bäumel, BMW     |
| Technikchef                    | Thomas Eckhardt, WITEC |

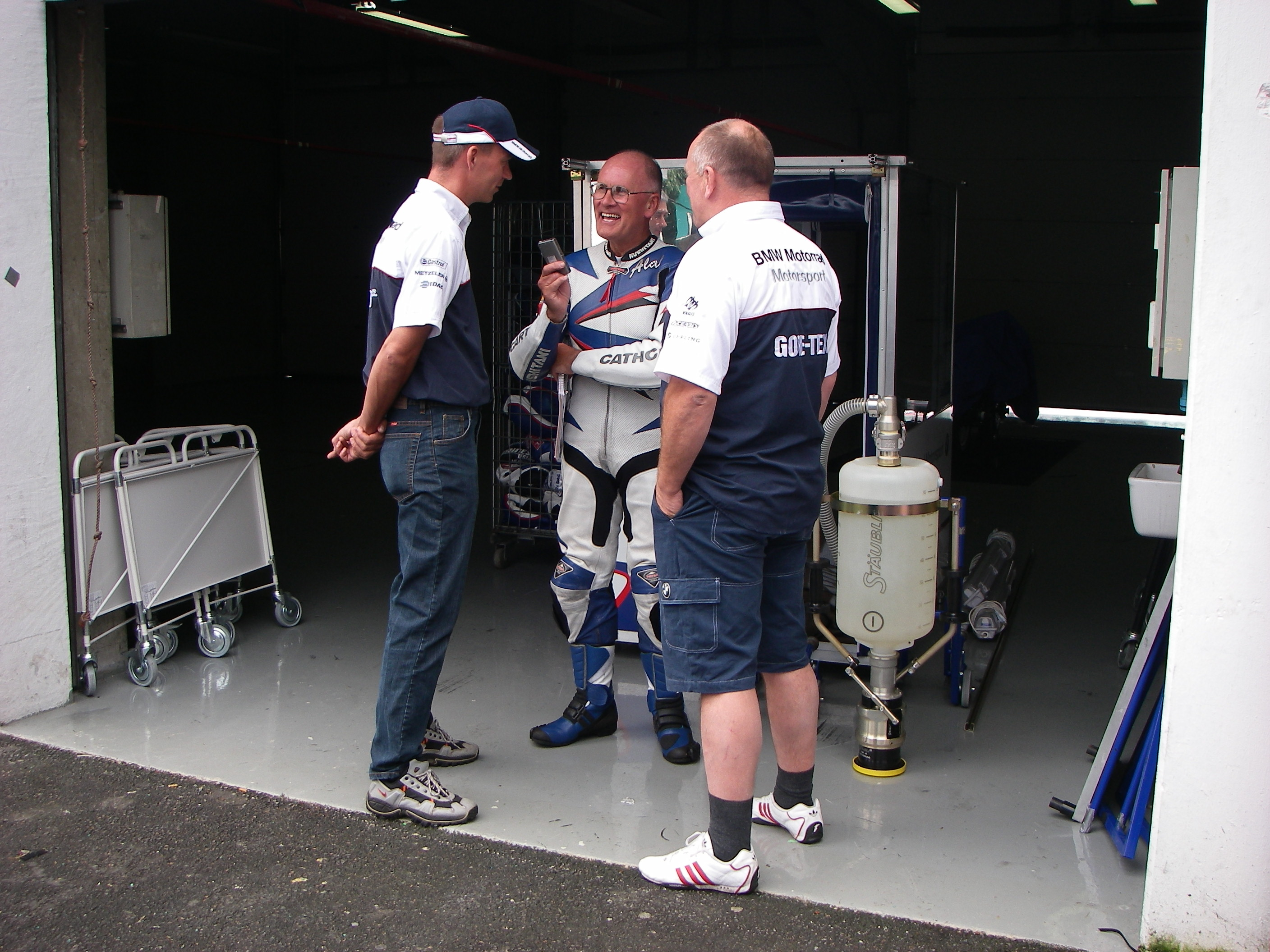
Rainer Bäumel, Alan Cathcart, Berthold Hauser
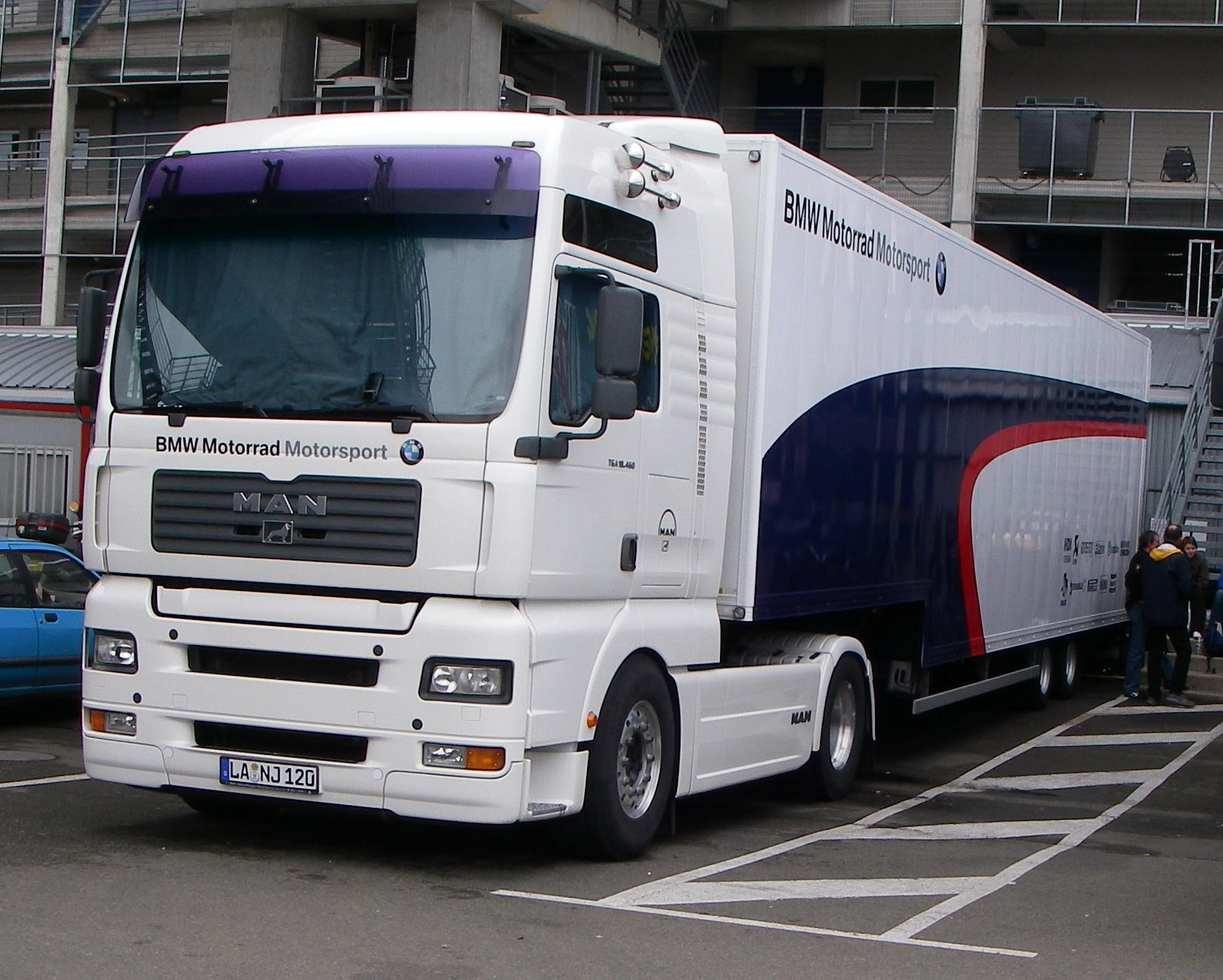
BMW Motorrad Motorsport Endurance Truck

## Renneinsätze und Ergebnisse

### Saison 2007

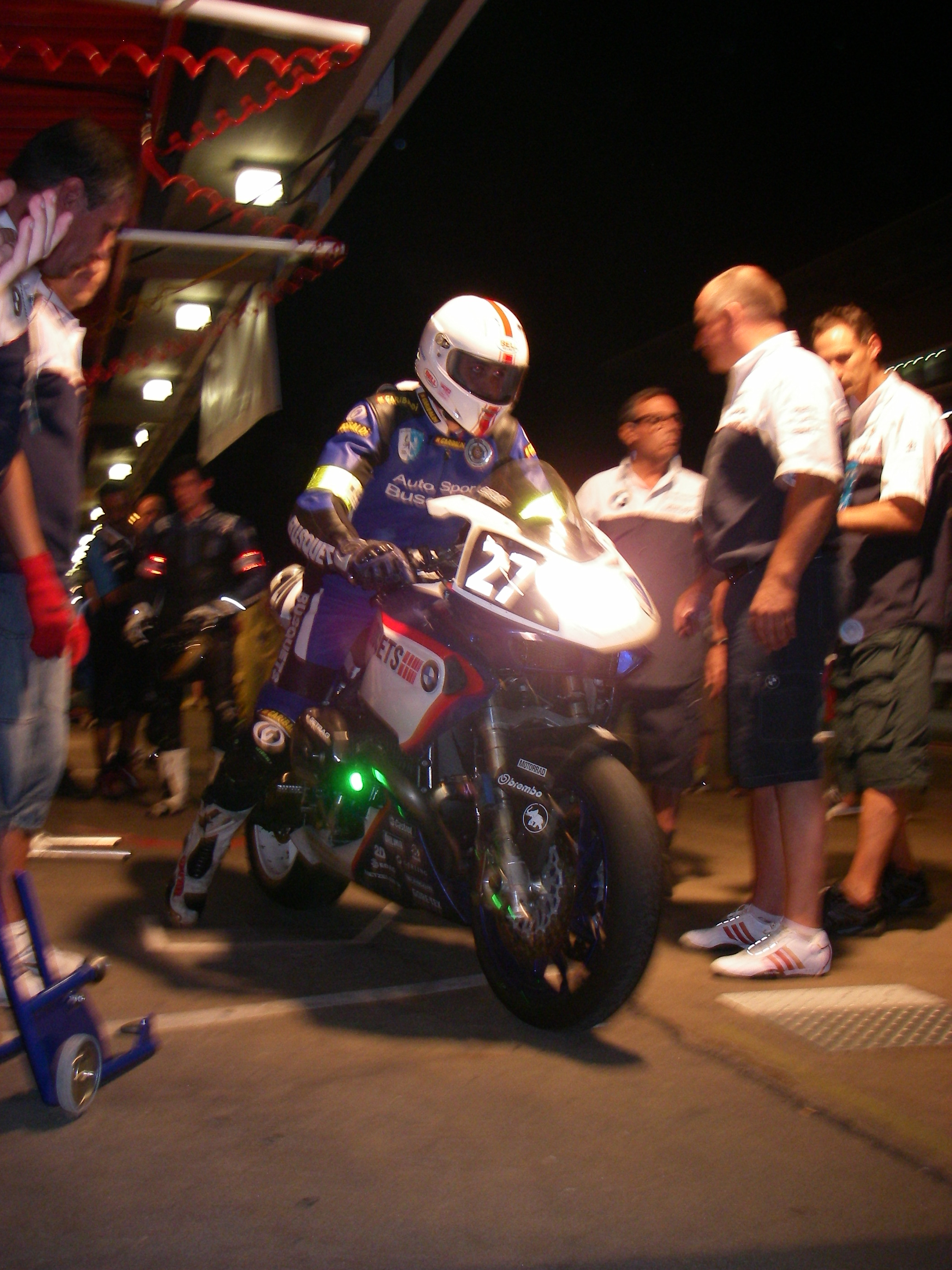
Boxenstopp 24h Frigo de Montmeló

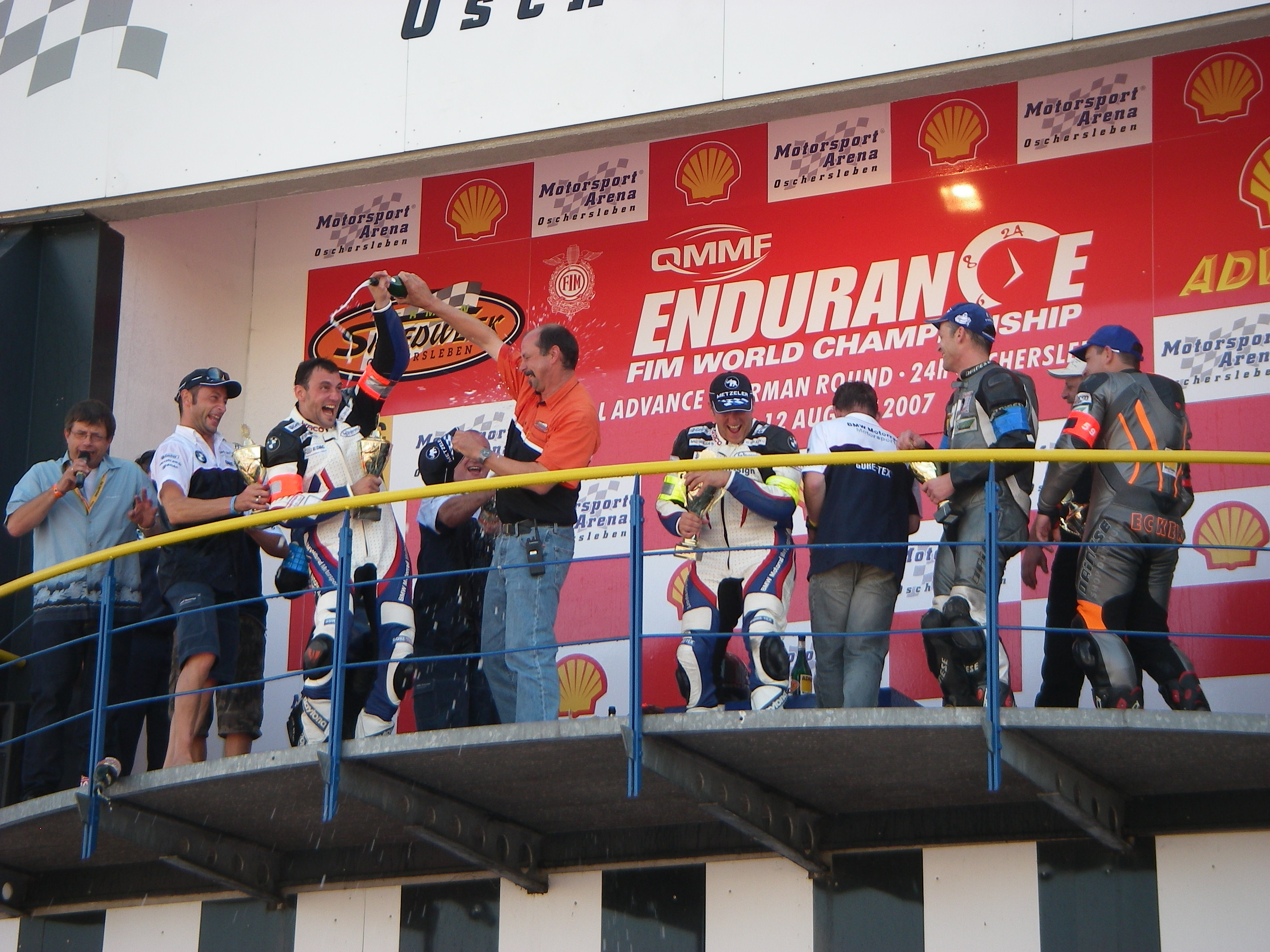
Siegerehrung Oschersleben 2007

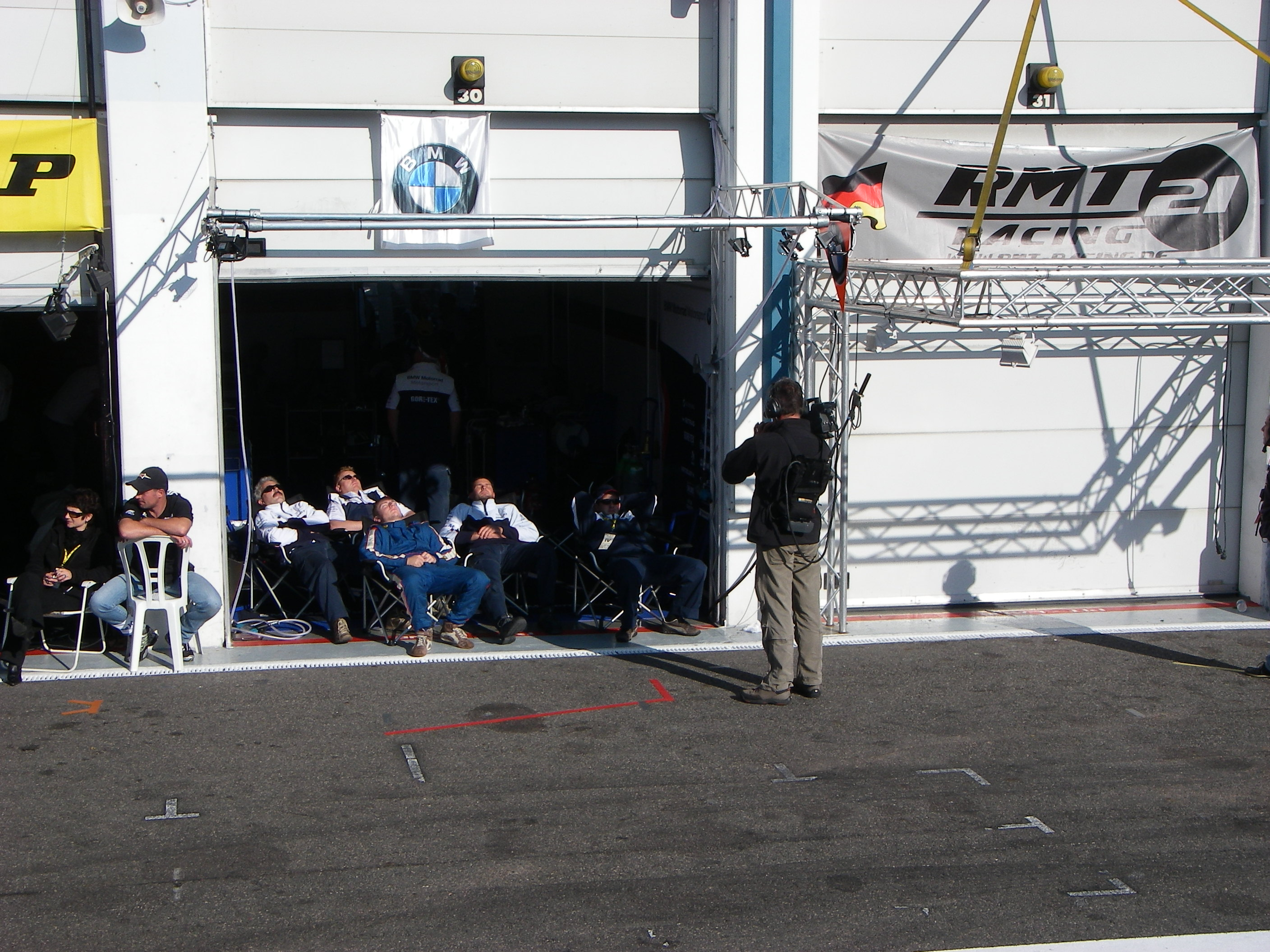
Bol d’Or 2007

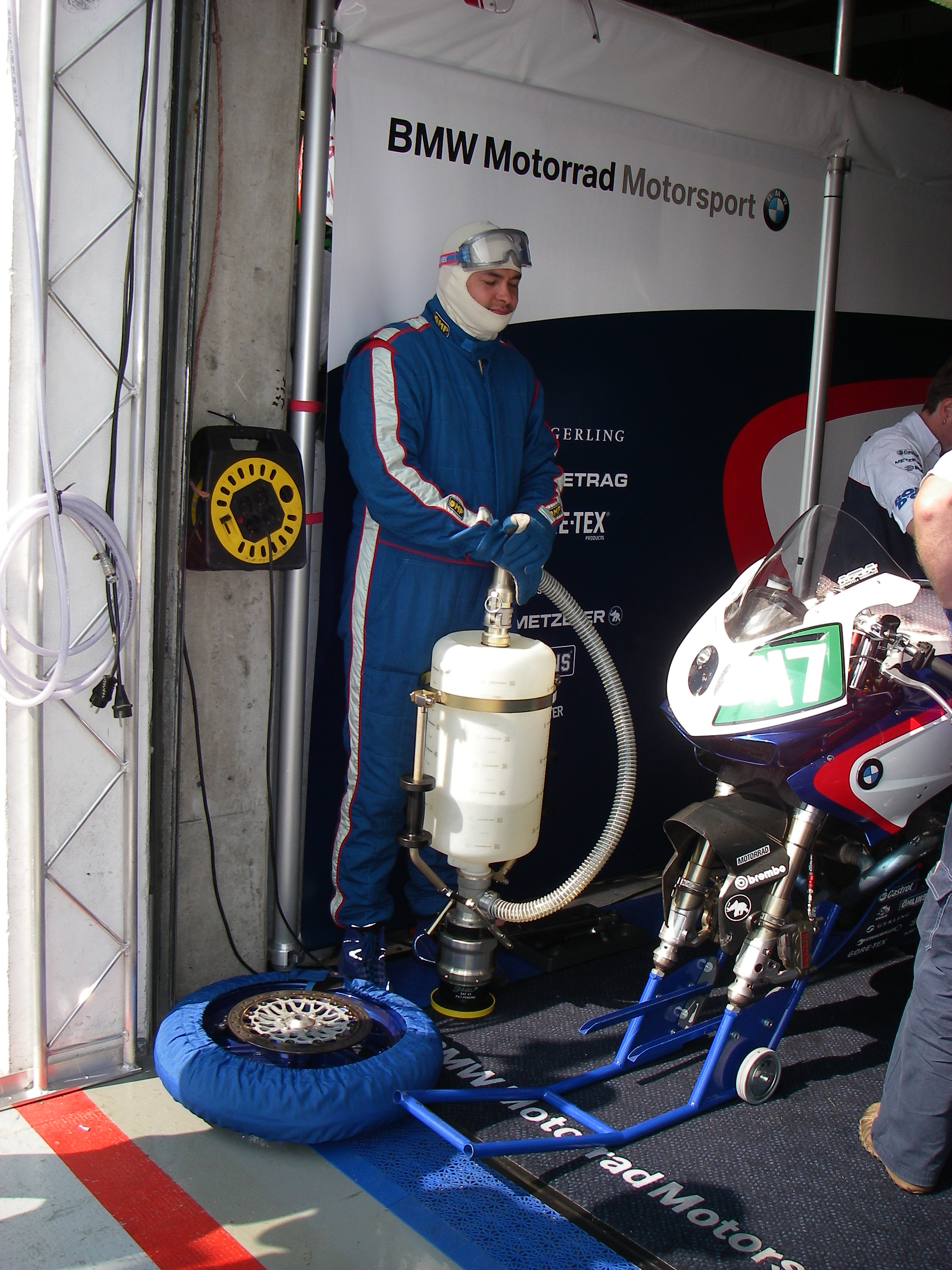
Schnelltankanlage

| Rennen            | 24 Stunden von Le Mans                  | 24 Stunden von Le Mans |
| ----------------- | --------------------------------------- | ---------------------- |
| Strecke           | Circuit Bugatti                         | Circuit Bugatti        |
| Ort               | Le Mans,                                | Le Mans,               |
| Startnummer       | 17                                      |                        |
| Fahrer            | M. Barth, T. Hinterreiter, R. Penzkofer |                        |
| Gesamtrang        | 16                                      |                        |
| Rang „open class“ | 1                                       |                        |

| Rennen            | 24h Frigo de Montmeló                   | 24h Frigo de Montmeló             |
| ----------------- | --------------------------------------- | --------------------------------- |
| Strecke           | Circuit de Catalunya                    | Circuit de Catalunya              |
| Ort               | Montmeló,                               | Montmeló,                         |
| Startnummer       | 17                                      | 27                                |
| Fahrer            | M. Barth, T. Hinterreiter, R. Penzkofer | J. Nion, J. Busquets, A. Busquets |
| Gesamtrang        | Ausfall durch Unfall                    | Ausfall                           |
| Rang „open class“ | -                                       | -                                 |

| Rennen            | German Speedweek                        | German Speedweek           |
| ----------------- | --------------------------------------- | -------------------------- |
| Strecke           | Motorsport Arena                        | Motorsport Arena           |
| Ort               | Oschersleben,                           | Oschersleben,              |
| Startnummer       | 17                                      | 71                         |
| Fahrer            | M. Barth, T. Hinterreiter, R. Penzkofer | R. Cooper, J.Nion, P. Öttl |
| Gesamtrang        | 5                                       | 9                          |
| Rang „open class“ | 1                                       | 2                          |

| Rennen            | Bol d’Or                                 | Bol d’Or                        |
| ----------------- | ---------------------------------------- | ------------------------------- |
| Strecke           | Circuit de Nevers Magny-Cours            | Circuit de Nevers Magny-Cours   |
| Ort               | Nevers,                                  | Nevers,                         |
| Startnummer       | 17                                       | 71                              |
| Fahrer            | R. Cooper, T. Hinterreiter, R. Penzkofer | B. Burrel, J. Nion, B. Parriott |
| Gesamtrang        | 24                                       | Ausfall durch Unfall            |
| Rang „open class“ | 1                                        |                                 |

| Rennen            | 8 h von Doha                              | 8 h von Doha |
| ----------------- | ----------------------------------------- | ------------ |
| Strecke           | Losail                                    | Losail       |
| Ort               | Doha,                                     | Doha,        |
| Startnummer       | 17                                        |              |
| Fahrer            | A. Al-Abdulla, R. Cooper, T. Hinterreiter |              |
| Gesamtrang        | 7                                         |              |
| Rang „open class“ | 1                                         |              |

### Saison 2008

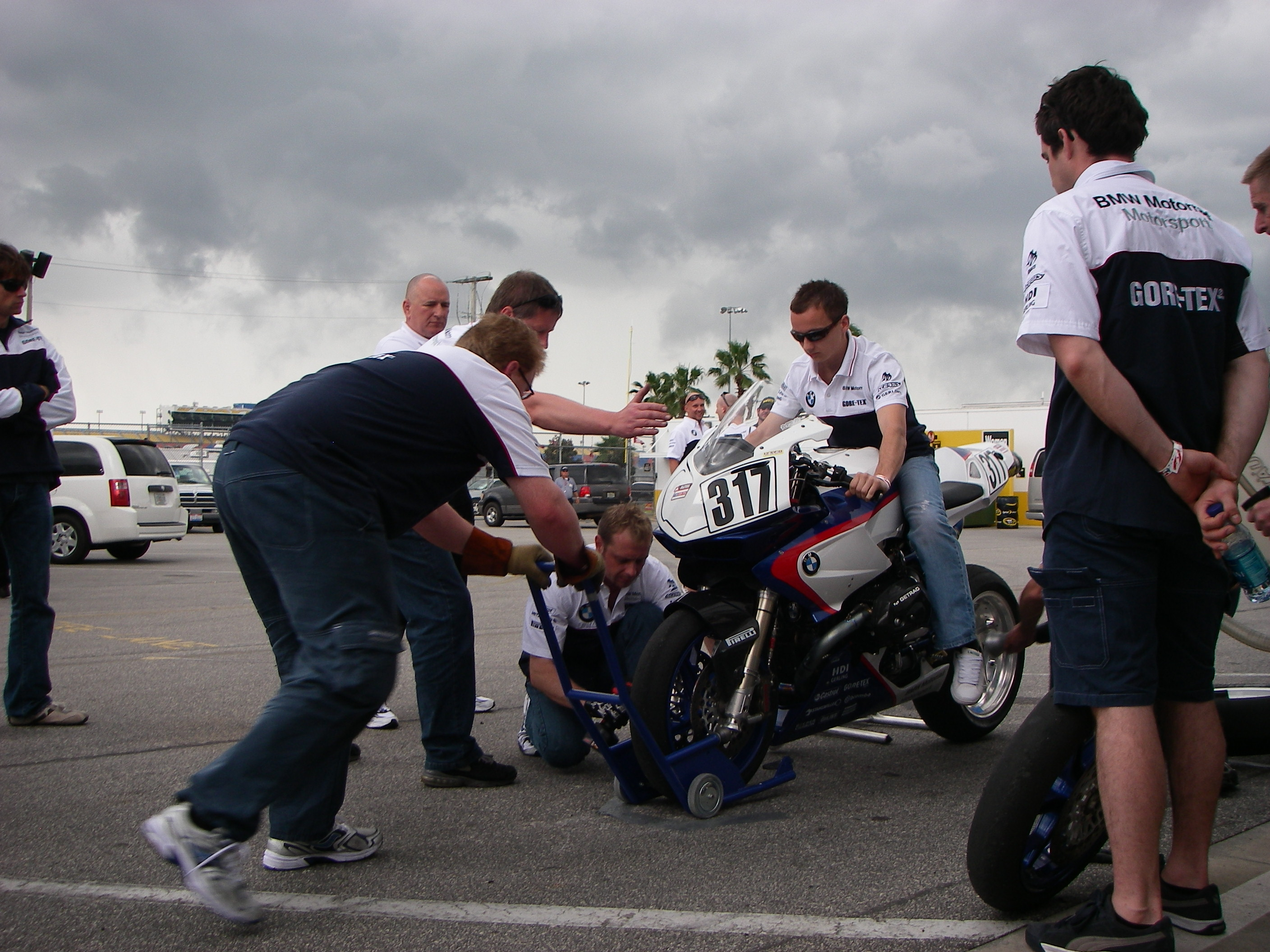
Training Boxenstopp Daytona 2008

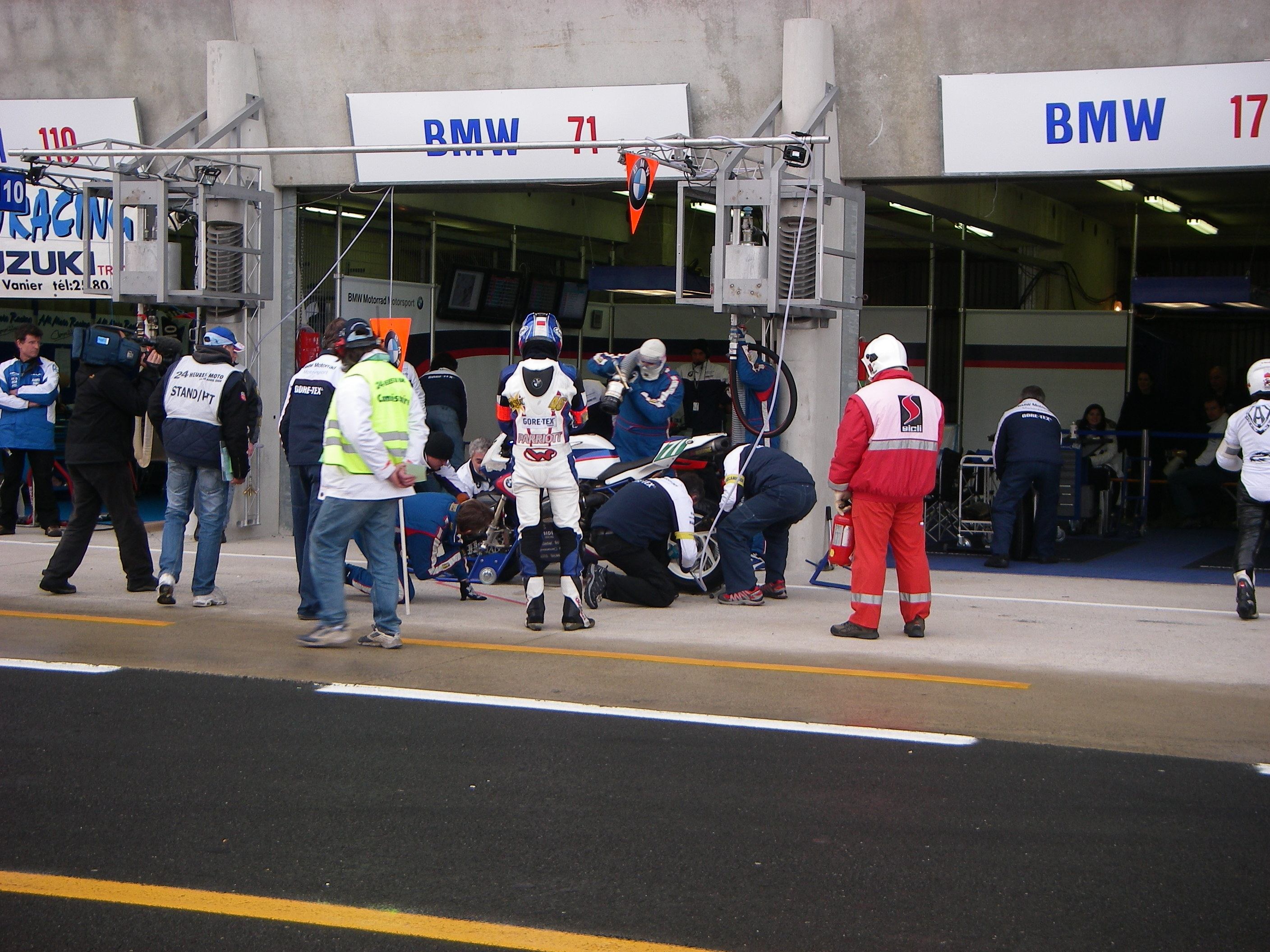
Boxenstopp Le Mans

| Rennen      | Daytona 200                    | Daytona 200                    | Daytona 200                    | Daytona 200                    |
| ----------- | ------------------------------ | ------------------------------ | ------------------------------ | ------------------------------ |
| Strecke     | Daytona International Speedway | Daytona International Speedway | Daytona International Speedway | Daytona International Speedway |
| Ort         | Daytona, FL,                   | Daytona, FL,                   | Daytona, FL,                   | Daytona, FL,                   |
| Startnummer | 317                            | 111                            | 146                            | 313                            |
| Fahrer      | Richard Cooper                 | Nate Kern                      | Brian Parriott                 | Rico Penzkofer                 |
| Gesamtrang  | 5                              | Ausfall durch Unfall           | 6                              | Ausfall durch Unfall           |

| Rennen            | 24 Stunden von Le Mans          | 24 Stunden von Le Mans                 |
| ----------------- | ------------------------------- | -------------------------------------- |
| Strecke           | Circuit Bugatti                 | Circuit Bugatti                        |
| Ort               | Le Mans,                        | Le Mans,                               |
| Startnummer       | 17                              | 71                                     |
| Fahrer            | R. Cooper, J. Nion, B. Parriott | S. Le Grelle, S. Mertens, R. Penzkofer |
| Gesamtrang        | Ausfall                         | Ausfall                                |
| Rang „open class“ | -                               | -                                      |

## Motorrad

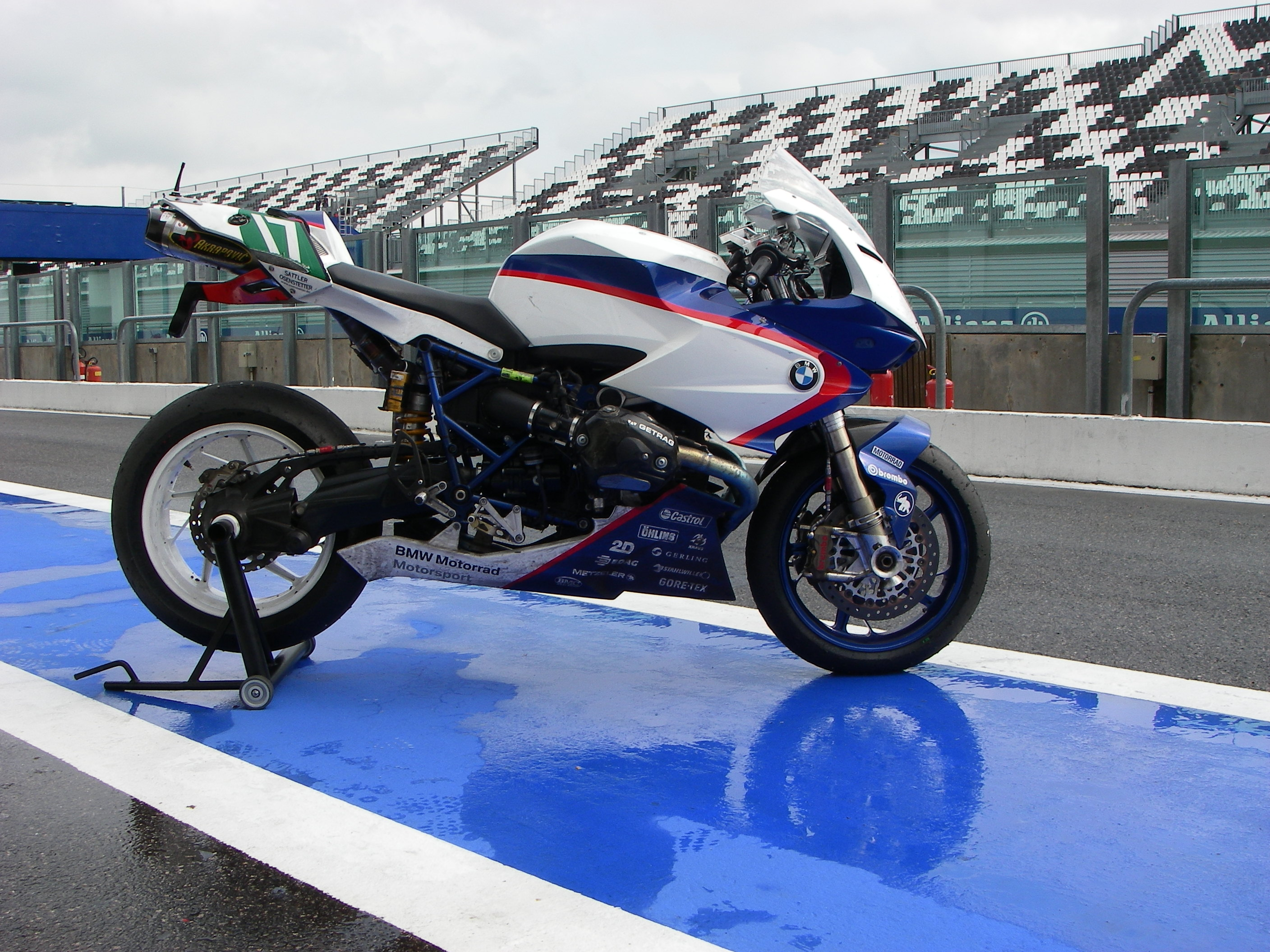
BMW HP2 Sport Endurance, rechte Seite

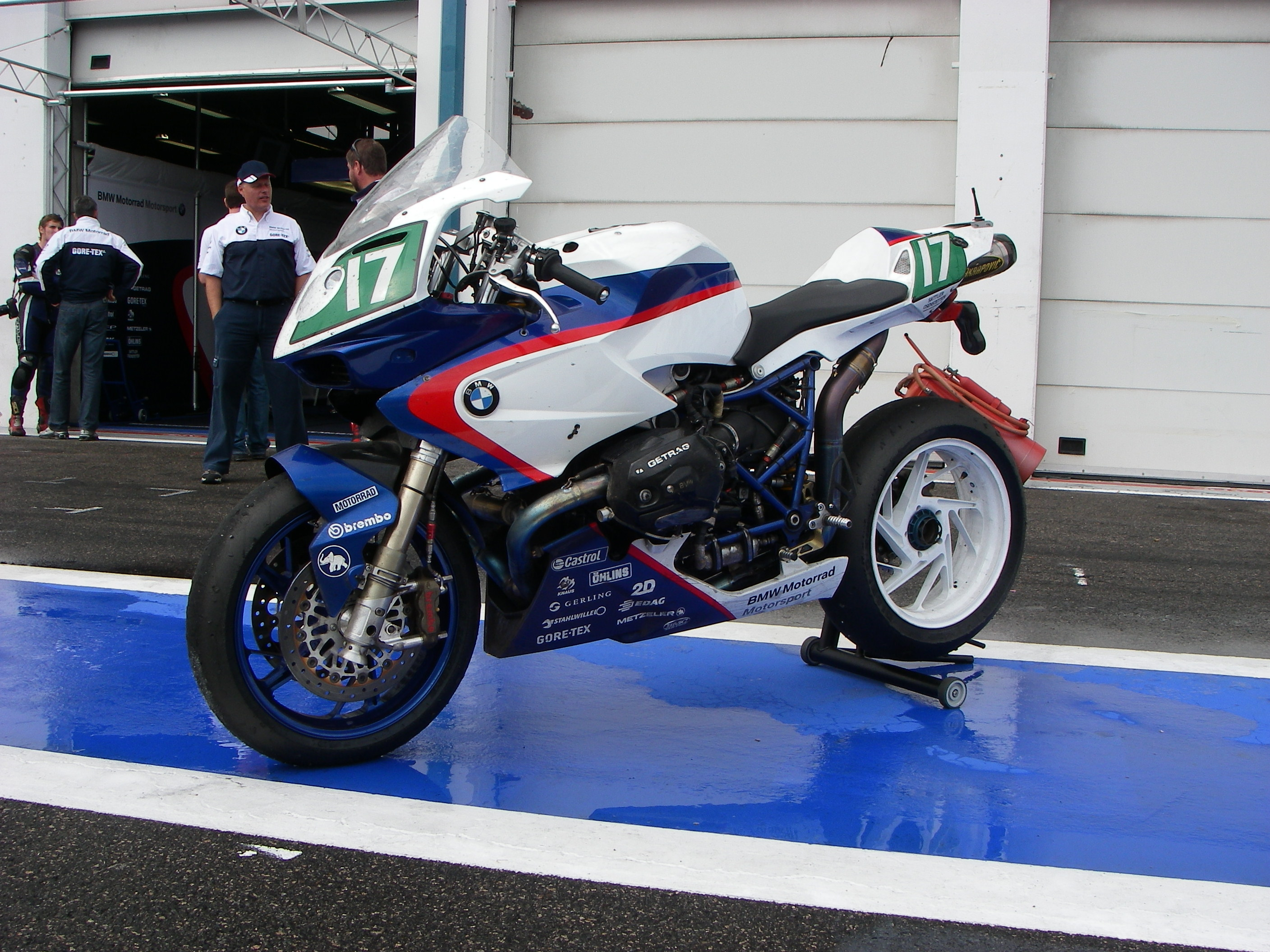
BMW HP2 Sport Endurance, linke Seite

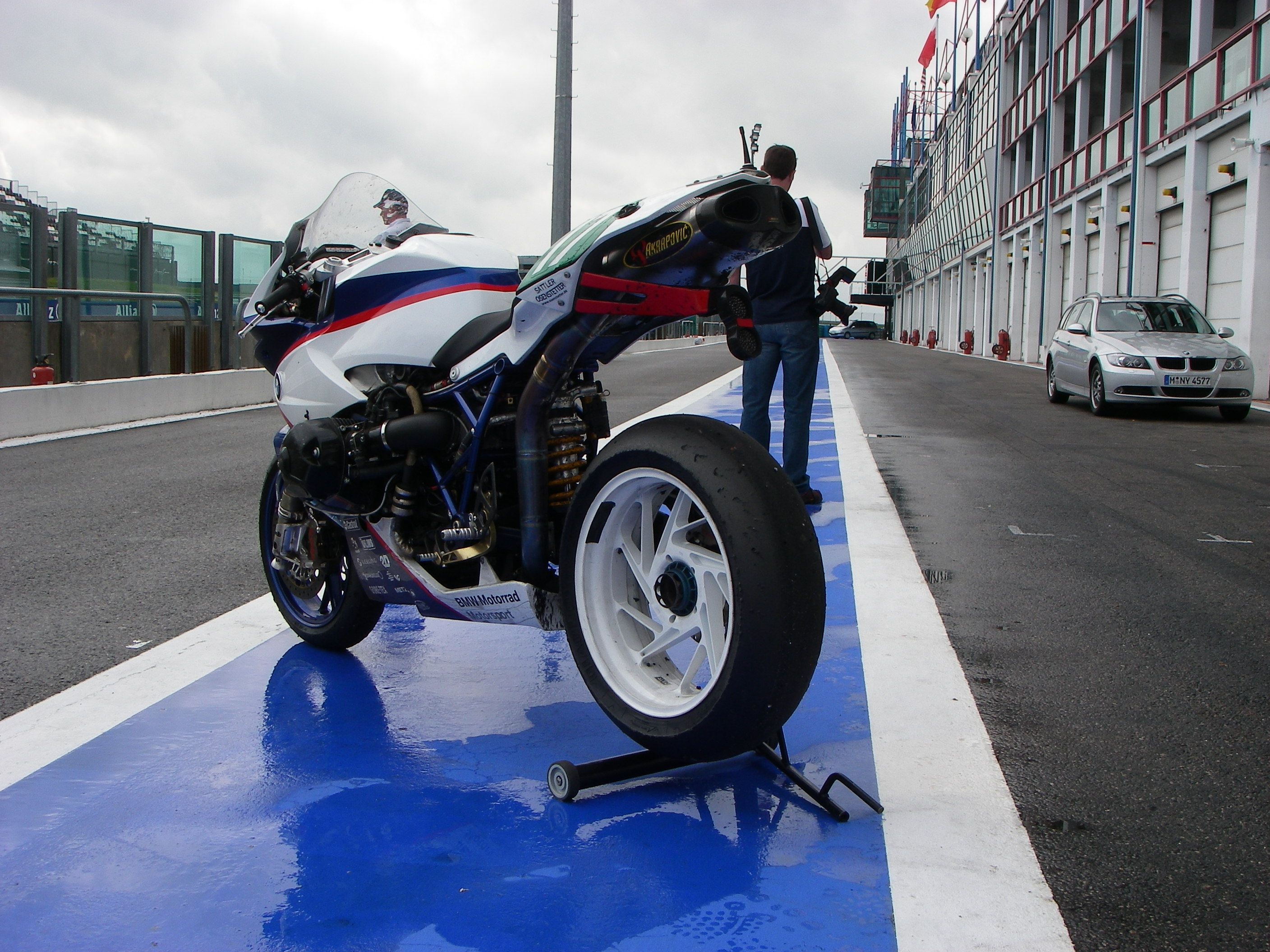
BMW HP2 Endurance, linke Seite

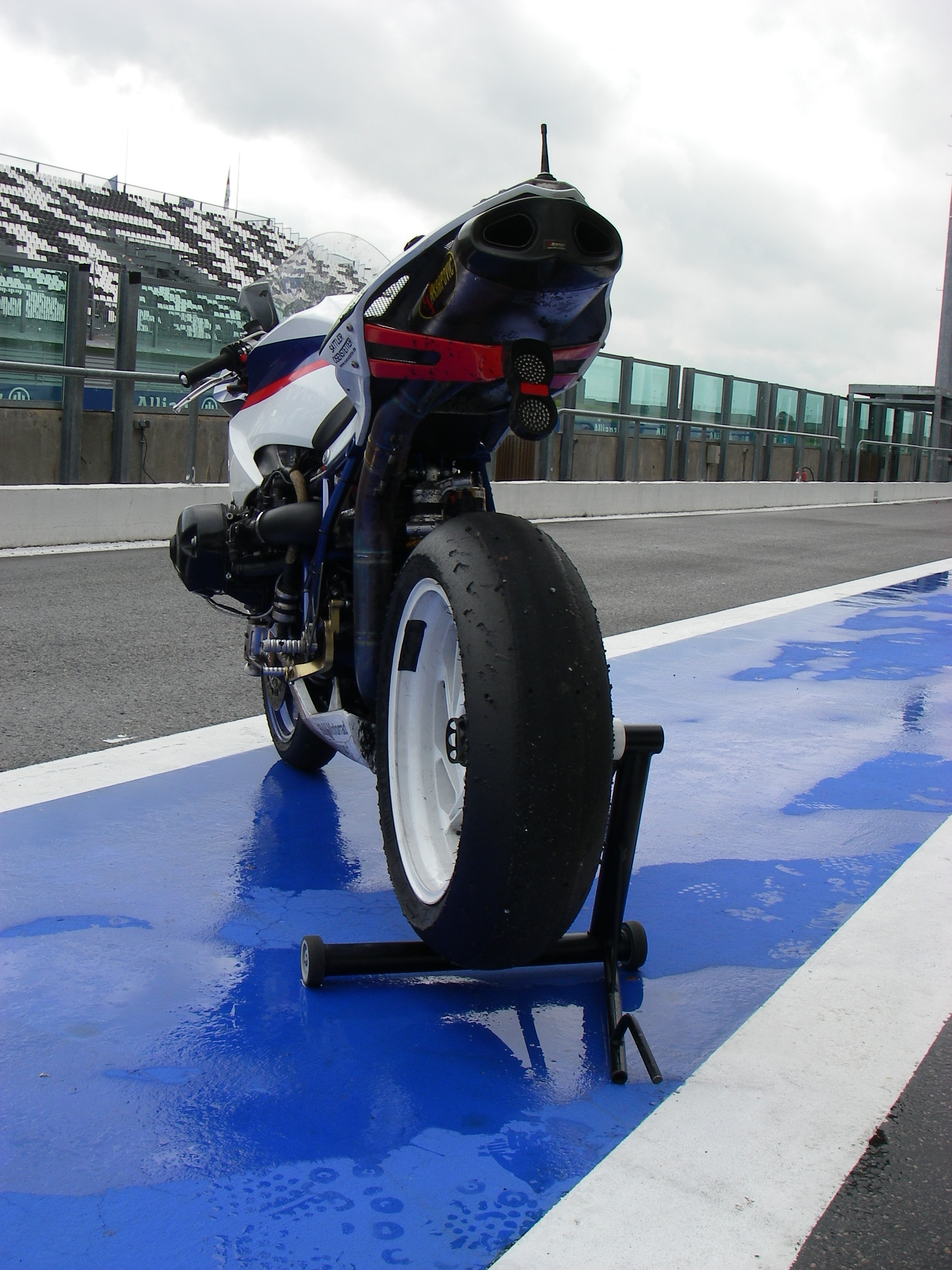
BMW HP2 Endurance, hinten

Bei der Maschine handelt es sich um eine modifizierte BMW HP2 Sport. Die Ausgangsbasis ist die bis dato leistungsstärkste Serienmaschine mit einem luft/ölgekühlten Boxermotor. Aufgrund des Hubraums von knapp 1200 cm³ wird die Maschine in der Open Class eingesetzt.

### Technische Daten
| Motor                            | |
| -------------------------------- | --- |
| Bauart                           | Luft-/ölgekühlter Zweizylinder-Viertakt-Boxermotor, zwei obenliegende Nockenwellen (DOHC), vier radial angeordnete Ventile pro Zylinder, zentrale Ausgleichswelle |
| Bohrung × Hub                    | 101 mm × 73 mm |
| Hubraum                          | 1.170 cm³ |
| Nennleistung                     | > 100 kW (136 PS) bei 8.750/min (max. 9.500/min) |
| max. Drehmoment                  | > 120 Nm bei 7.250/min |
| Verdichtungsverhältnis           | 12,5:1 |
| Gemischbildung / Motorsteuerung  | Elektronische Saugrohreinspritzung BMS-KP mit Schubabschaltung, Einfachzündung, Schaltassistent                                                                   |
| Kraftübertragung                 | |
| Kupplung                         | Einscheiben-Trocken-Anti-Hopping-Kupplung, hydraulisch betätigt                                                                                                   |
| Getriebe                         | klauengeschaltetes Getrag-Sechsgang-Getriebe mit Schrägverzahnung                                                                                                 |
| Sekundärantrieb                  | Kardan |
| Fahrwerk / Bremsen               | |
| Rahmen                           | Gitterrohrrahmen aus CrMo-Stahlrohren, selbsttragendes Carbonheck                                                                                                 |
| Vorderradführung / Federelemente | Telelever |
| Hinterradführung / Federelemente | EVO-Paralever, Öhlins-Zentralfederbein |
| Federweg vorne / hinten          | 105 mm / 120 mm |
| Radstand                         | 1485 mm |
| Nachlauf                         | 86 mm |
| Lenkkopfwinkel                   | 66° |
| Räder                            | überfräste Leichtmetall-Schmiederäder |
| Felgenmaß vorne                  | 3,50 × 17" |
| Felgenmaß hinten                 | 6,00 × 17" |
| Reifen vorne                     | 120/70 ZR 17 |
| Reifen hinten                    | 190/55 ZR 17 |
| Bremse vorne                     | Doppelscheibenbremse, schwimmend gelagerte Bremsscheiben, Durchmesser 320 mm, Brembo 4-Kolben-Monoblock-Festsättel                                                |
| Bremse hinten                    | Einscheibenbremse, Durchmesser 265 mm, Brembo Doppelkolben-Schwimmsattel                                                                                          |
| Maße / Gewichte                  | |
| Länge                            | 2135 mm |
| Breite                           | 750 mm |
| Höhe                             | 1163 mm |
| Sitzhöhe bei Leergewicht         | 830 mm |
| Leergewicht fahrfertig           | < 190 kg |

### Fahrwerk
Im Gegensatz zur Serienmaschine besitzt die Endurancemaschine eine Radschnellwechselanlage an Vorder- und Hinterrad. Am Vorderrad schnellen nach Entfernen der Achse die unteren Klemmungen samt Bremssattel nach außen, um so die Entfernung des Vorderrades während des Boxenstopps zu beschleunigen. An der Hinterachse übernimmt die Fixierung des Rades eine Titan-Zentralmutter aus der Formel 1. Zudem finden an Vorder- und Hinterradfederung höherwertige Komponenten von Öhlins Verwendung.

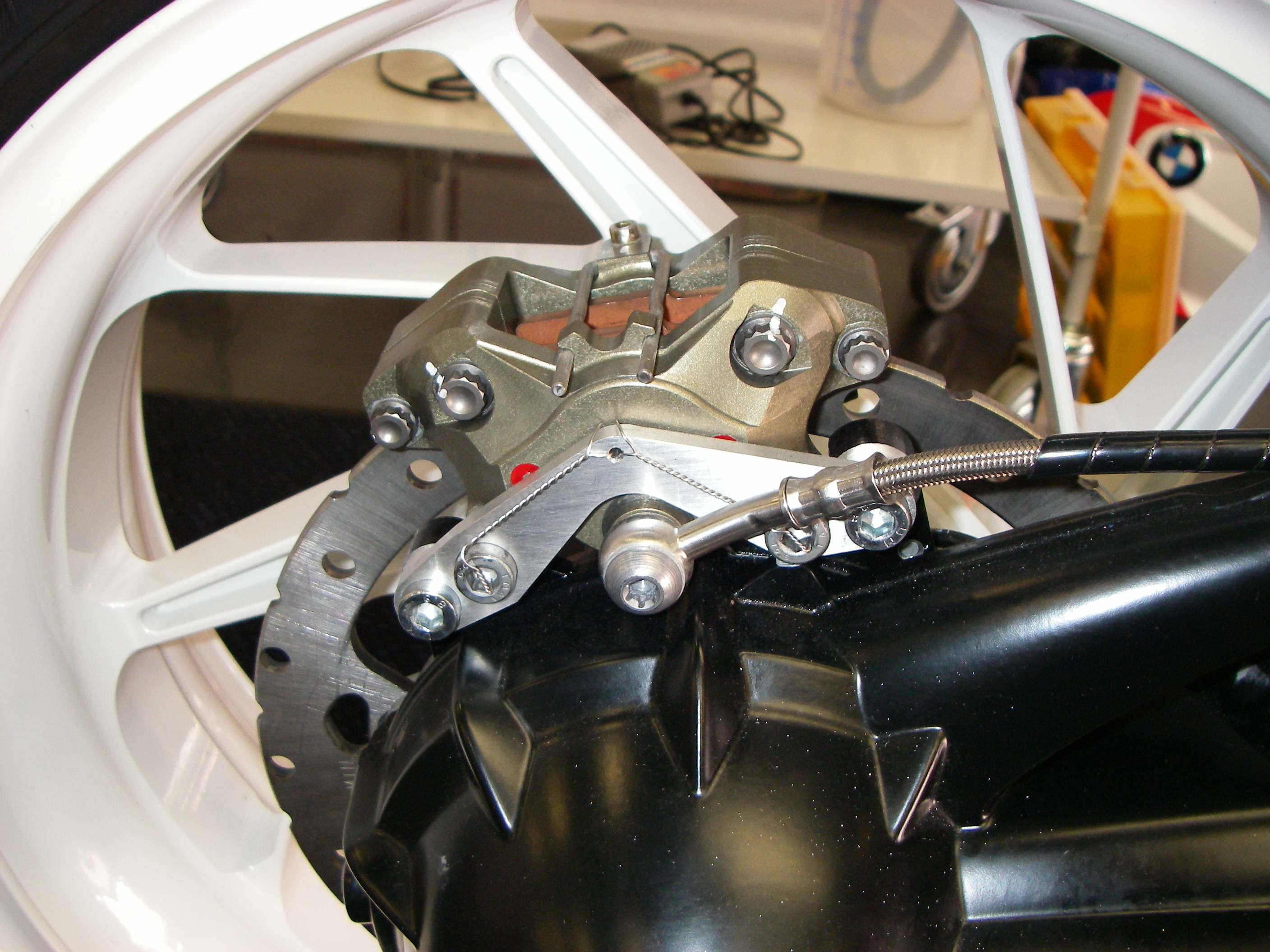
Hintere Bremse
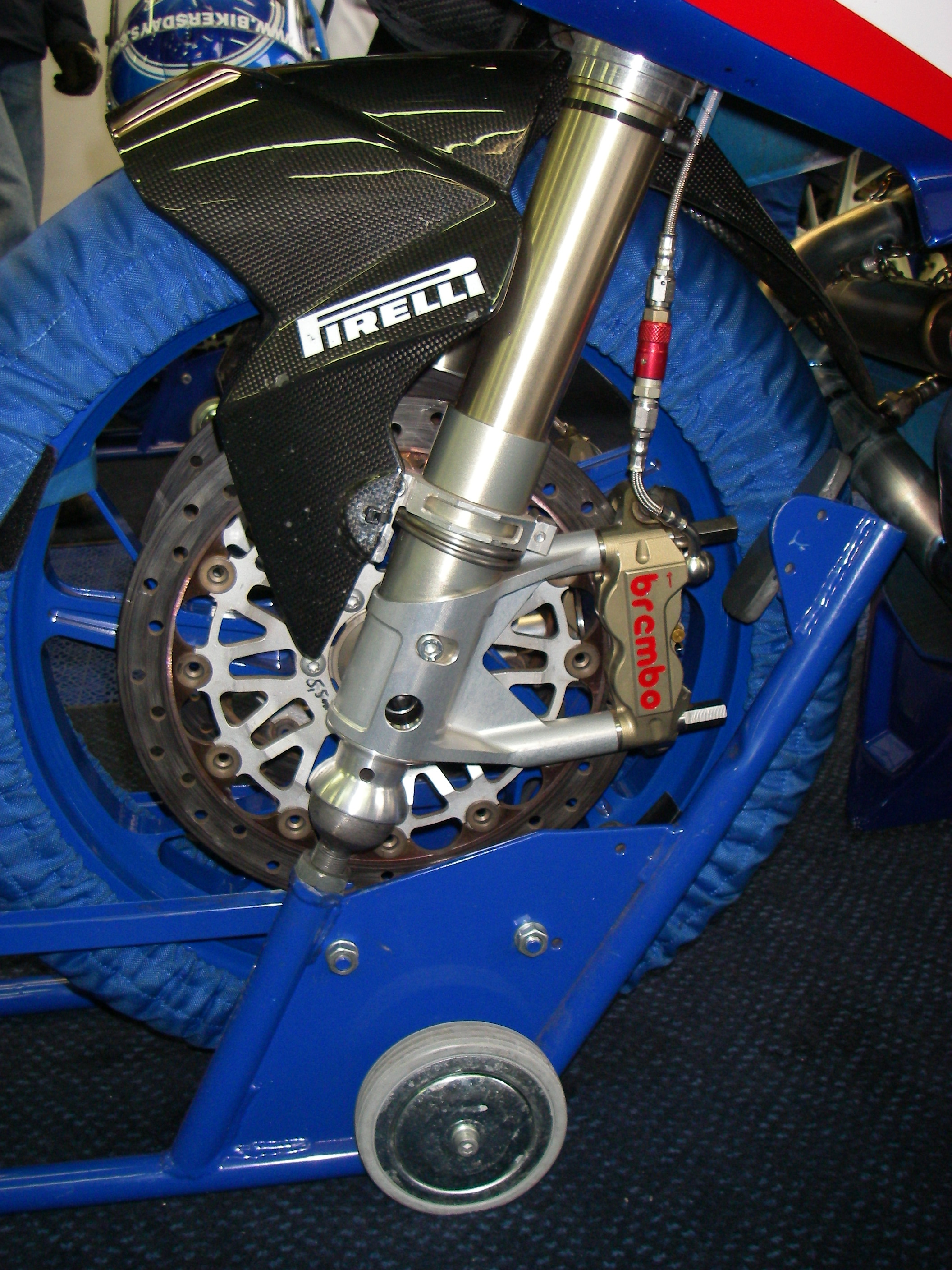
Vorderrad
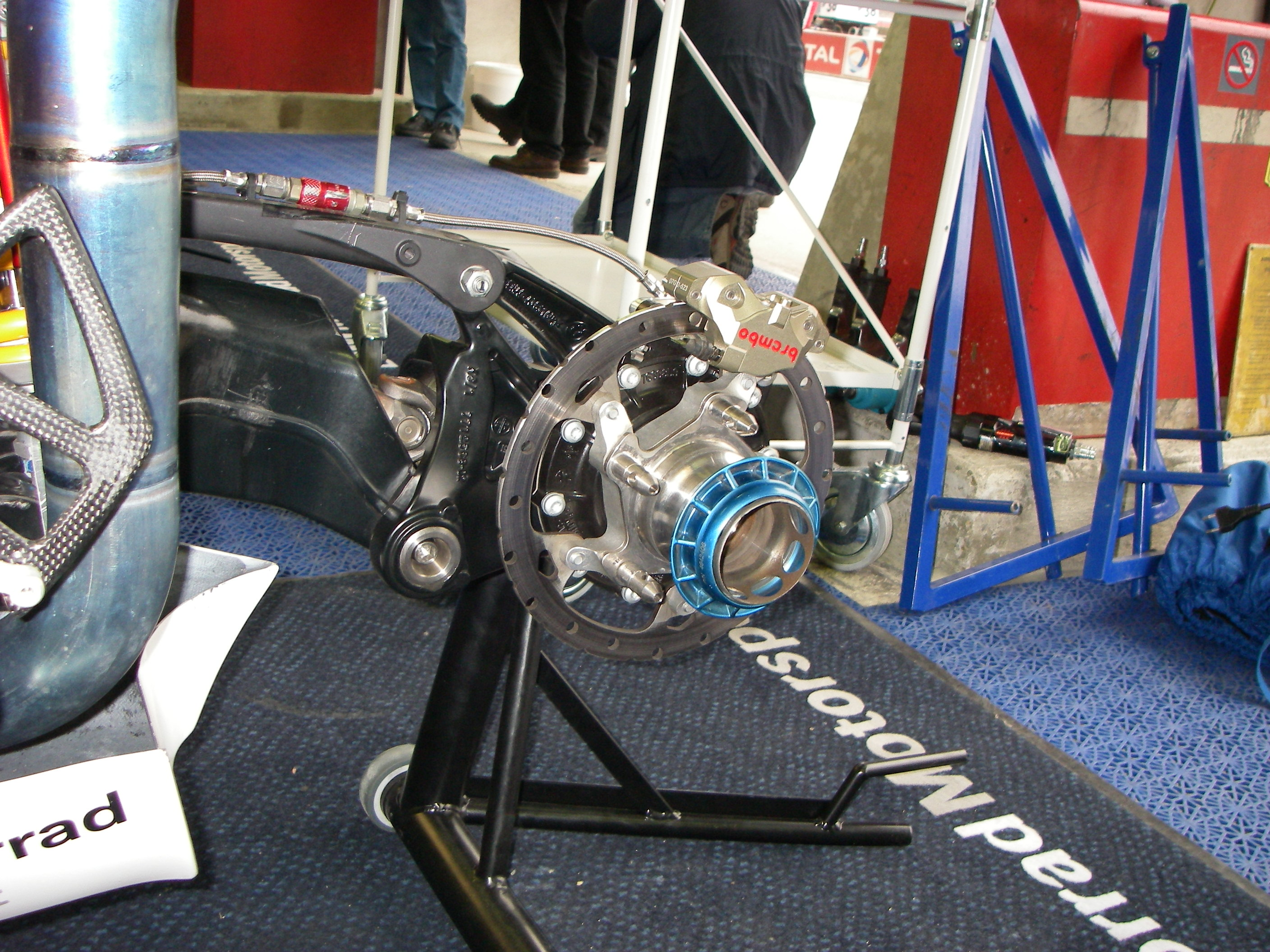
Radmutter

### Motor
Der Motor beinhaltet die Serienkomponenten der HP2 Sport, jedoch wurden einige Komponenten von (Boxer-)Motorspezialist Helmut Mader, Erding, mechanisch bearbeitet und die Motorsteuerung in der Versuchsabteilung in München darauf angepasst. Die Änderungen umfassen Gewichtserleichterung und Anpassung, Oberflächenbearbeitung zur Verringerung von Kerbwirkung sowie Feinbearbeitung der Ladungswechsel beeinflussenden Komponenten. Zur Saison 2008 wurden zudem die Einlassventile vergrößert, der Kraftstoffdruck angehoben und die Motorsteuerung angepasst.

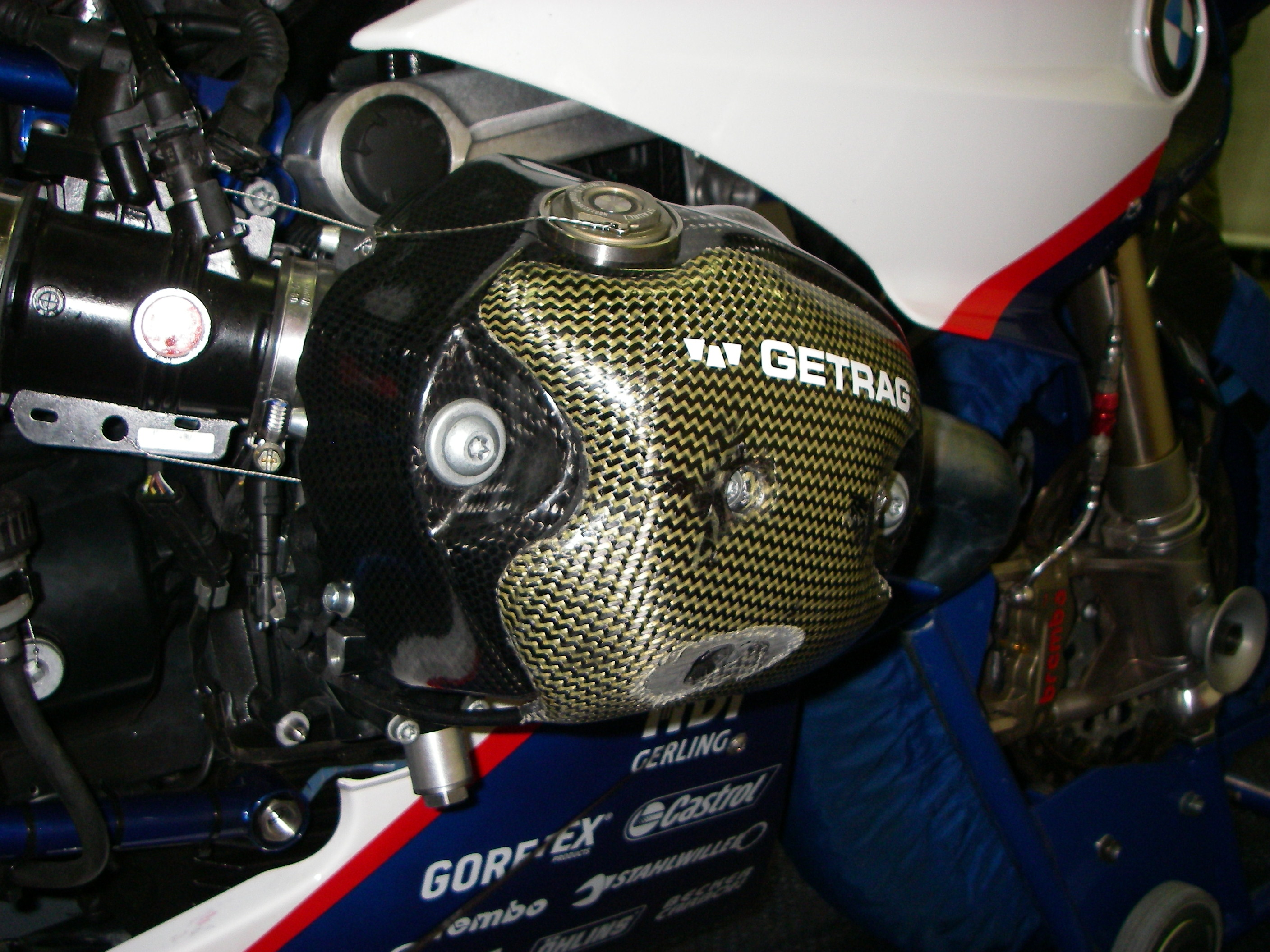
Zylinderkopf
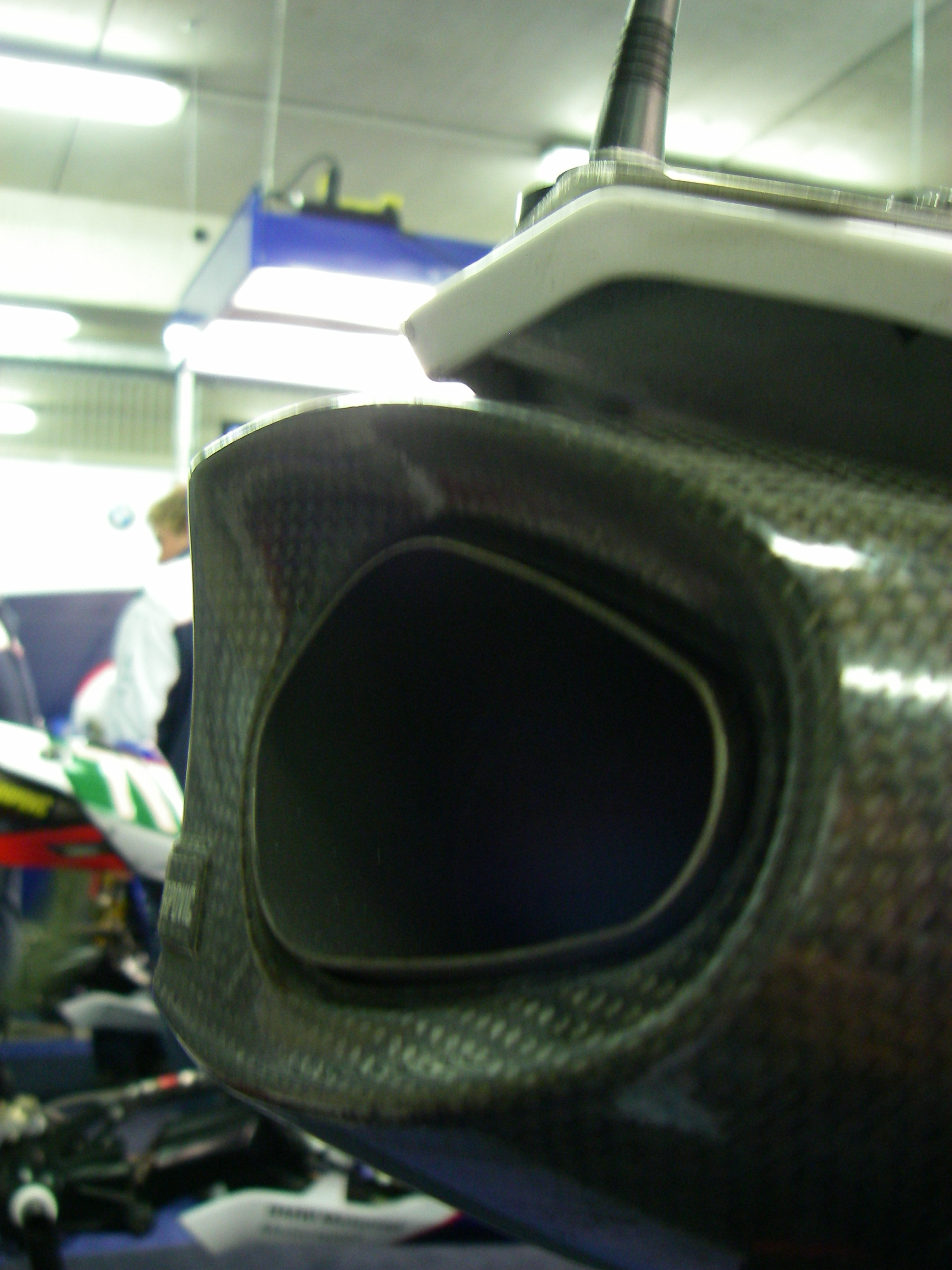
Akrapovič Endschalldämpfer

### Tank/Verkleidung
Der Tank ist entsprechend dem Reglement aus Aluminium gefertigt sowie mit sogenanntem Tankschaum ausgefüllt um ein übermäßiges Schwappen des Kraftstoffes, und damit Störungen bei der Kraftstoffzufuhr, zu verringern. Zudem ist dieser mit einem Stäubli-Schnelltankverschluss ausgestattet. Die Verkleidungsteile entsprechen in der Form größtenteils den Serienteilen, jedoch gibt es Frontmasken ohne Scheinwerfer und Frontmasken mit zwei runden DE-Scheinwerfern anstatt des serienmäßigen Freiflächenscheinwerfers. Der Motorspoiler ist entsprechend dem Reglement als flüssigkeitsauffangende, geschlossene Wanne ausgeführt und im Bereich des Hinterrades gekürzt um das Wechseln des Hinterrades zu erleichtern. Analog dazu ist der vordere Kotflügel im vorderen Bereich gegenüber dem Serienteil stark gekürzt. Statt des Kennzeichenauslegers, welcher, am selbsttragenden Heck befestigt, den Akrapović-Underseat-Schalldämpfer von unten umschließt, besitzt die Rennmaschine einen ähnlichen Ausleger, an welchem, entsprechend dem Reglement, zwei runde, rot leuchtende LED-Lampen befestigt sind.

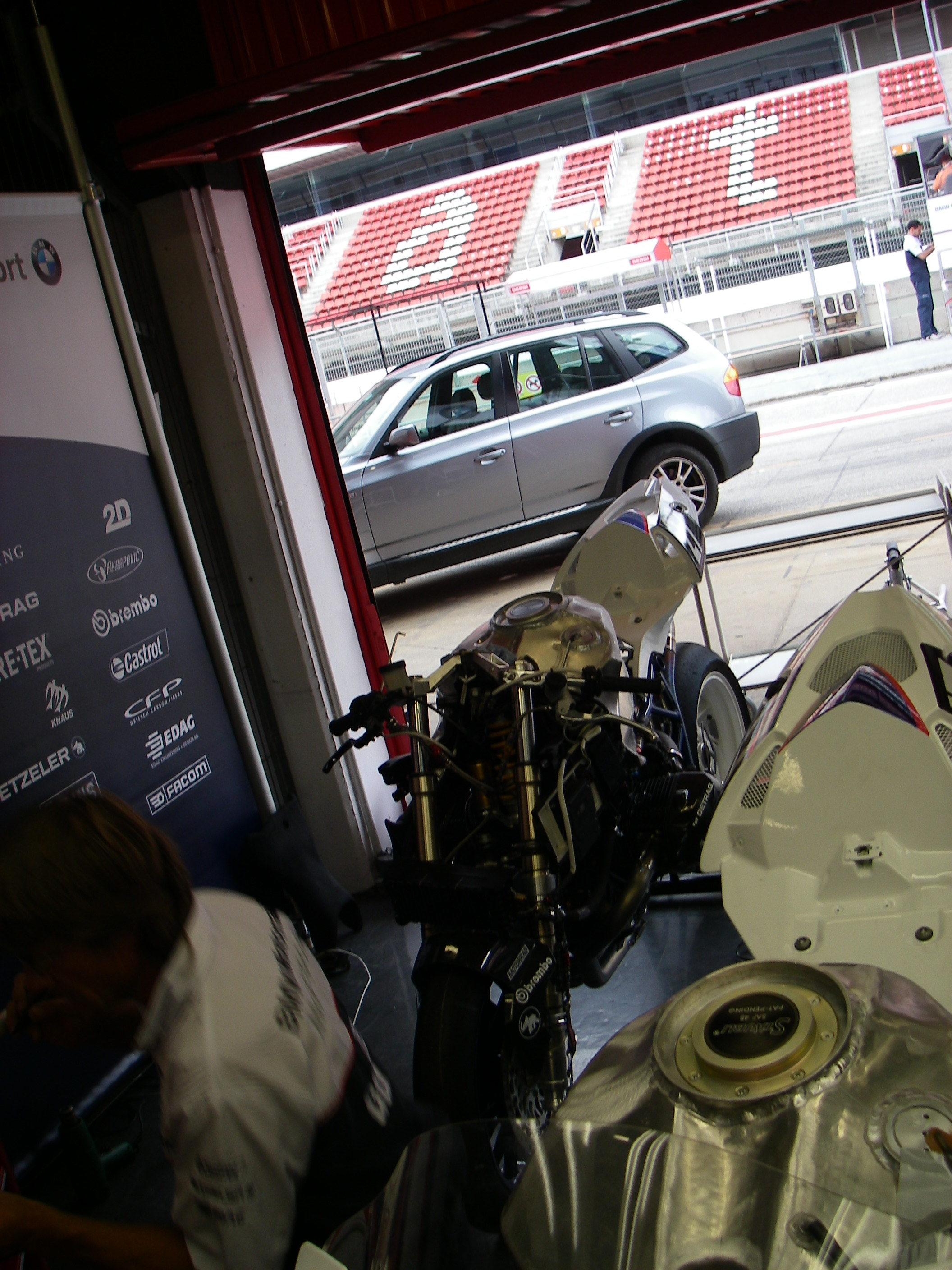
Aluminiumtank mit Schnelltankverschluss
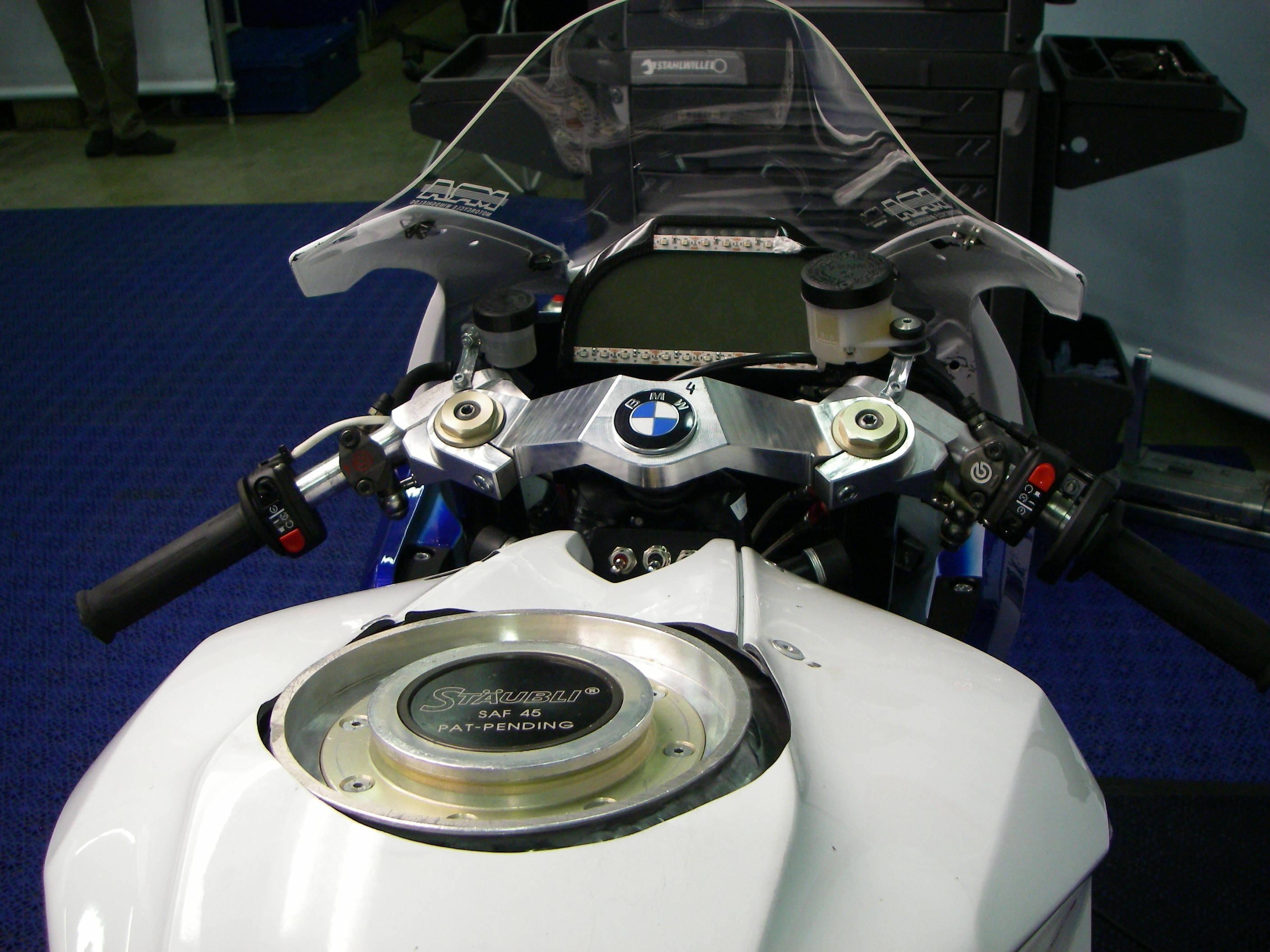
Schnelltankverschluss und 2D-Dashboard
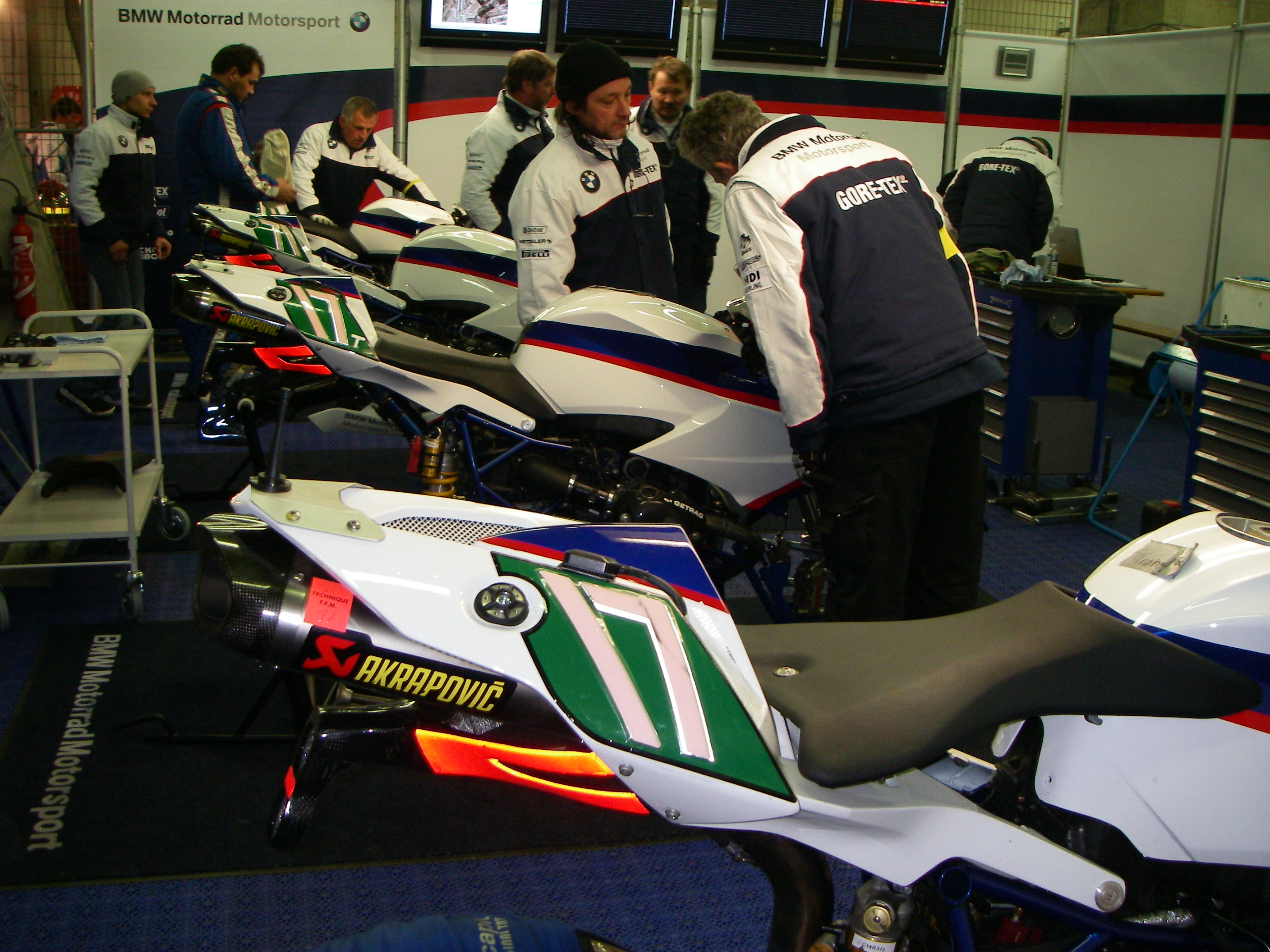
Heck, von rechts

### Elektronik/Elektrik
Der Kabelbaum und die Bordelektrik mit CAN-BUS-Technologie wurde entsprechend den geänderten Anforderungen vereinfacht. So entfielen das ABS-Steuergerät sowie nicht benötigte zulassungsspezifische Komponenten (Blinker, Hupe, Seitenstützenschalter etc.). Abweichend von der Serienmaschine ist die Rennmaschine mit Datenloggersystemen von 2D sowie Tracking ausgestattet. Damit ist es möglich die aktuelle Position der Maschine auf der Strecke angezeigt zu bekommen und somit beispielsweise einen unplanmäßigen Boxenstopp frühzeitig angezeigt zu bekommen. Die Datenaufzeichnung wiederum kann nur in der Box ausgelesen werden, da ein Senden vom Fahrzeug während des Rennens nicht erlaubt ist.

### Sonstige technische Modifikationen
Allgemein sind sämtliche verschiedene Komponenten verbindenden Leitungen durch eben solche mit Stäubli-Schnelltrennkupplungen versehen. Diese werden beispielsweise mehrfach an der Bremsanlage sowie dem Kraftstoffsystem verwendet. Des Weiteren sind nahezu sämtliche Komponenten gewichtsoptimiert bearbeitet.

## Fahrer
| Name                     | Saison     | Rennen                                                         |
| ------------------------ | ---------- | -------------------------------------------------------------- |
| Ahmed Al-Abdulla         | 2007       | Doha                                                           |
| Markus Barth             | 2007       | Le Mans, Montmeló, Oschersleben, Magny-Cours                   |
| Barry Burrell            | 2007       | Oschersleben                                                   |
| Alex Busquets            | 2007       | Montmeló                                                       |
| Josep M. Busquets        | 2007       | Montmeló                                                       |
| Richard Cooper           | 2007, 2008 | Montmeló (Ersatz), Oschersleben, Magny-Cours, Daytona, Le Mans |
| Thomas Hinterreiter      | 2007, 2008 | Le Mans, Montmeló, Oschersleben, Magny-Cours,                  |
| Nate Kern                | 2007, 2008 | Le Mans (Ersatz), Daytona                                      |
| Sébastien le Grelle      | 2008       | Le Mans                                                        |
| Stéphane Mertens         | 2007, 2008 | Le Mans                                                        |
| Jose Luis Nion Fernandez | 2007, 2008 | Montmeló, Oschersleben, Magny-Cours, Le Mans                   |
| Peter Öttl               | 2007       | Oschersleben                                                   |
| Brian Parriott           | 2007, 2008 | Montmeló, Oschersleben, Magny-Cours, Daytona, Le Mans          |
| Rico Penzkofer           | 2007, 2008 | Le Mans, Montmeló, Oschersleben, Magny-Cours, Daytona          |

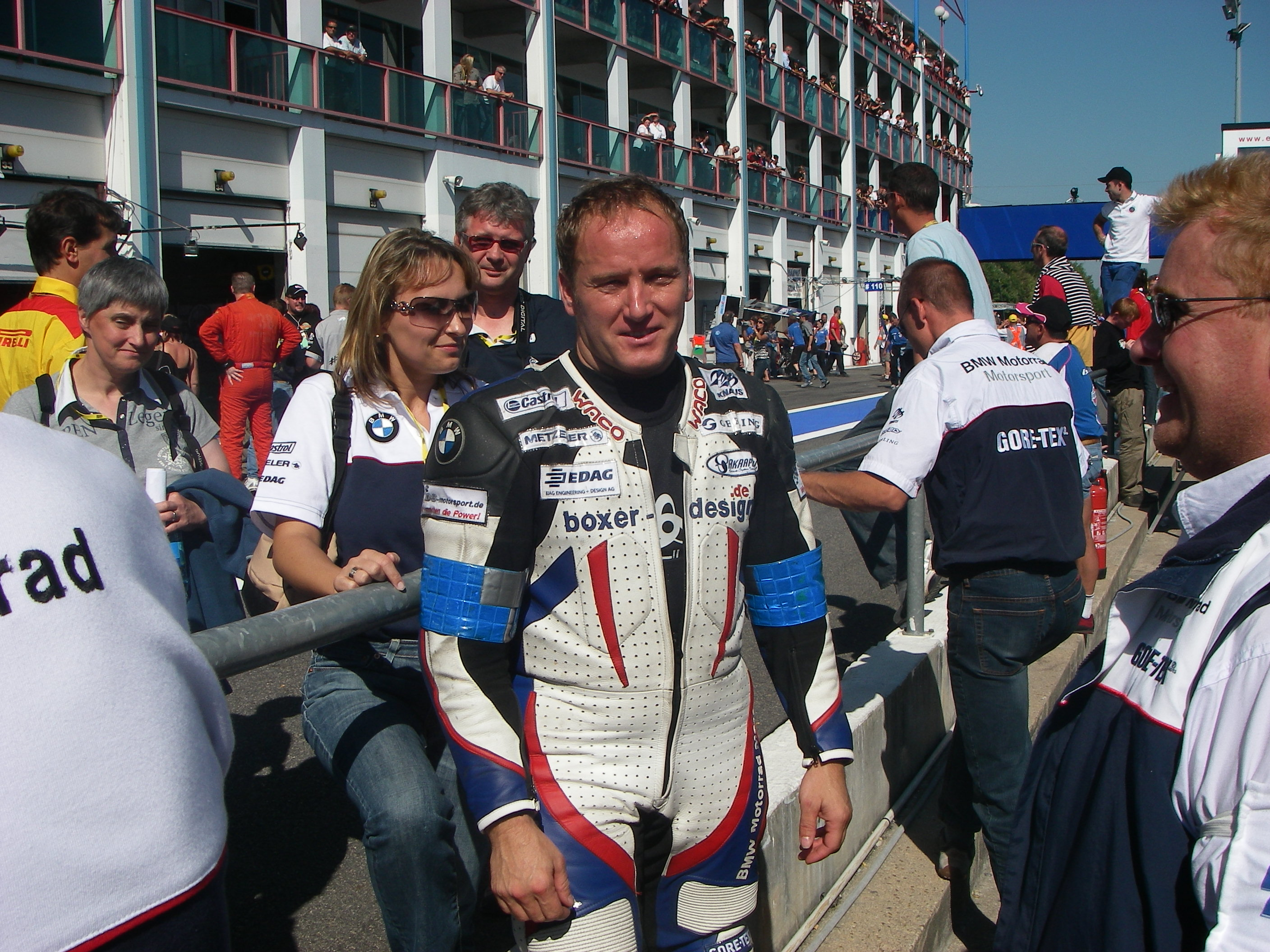
Thomas Hinterreiter
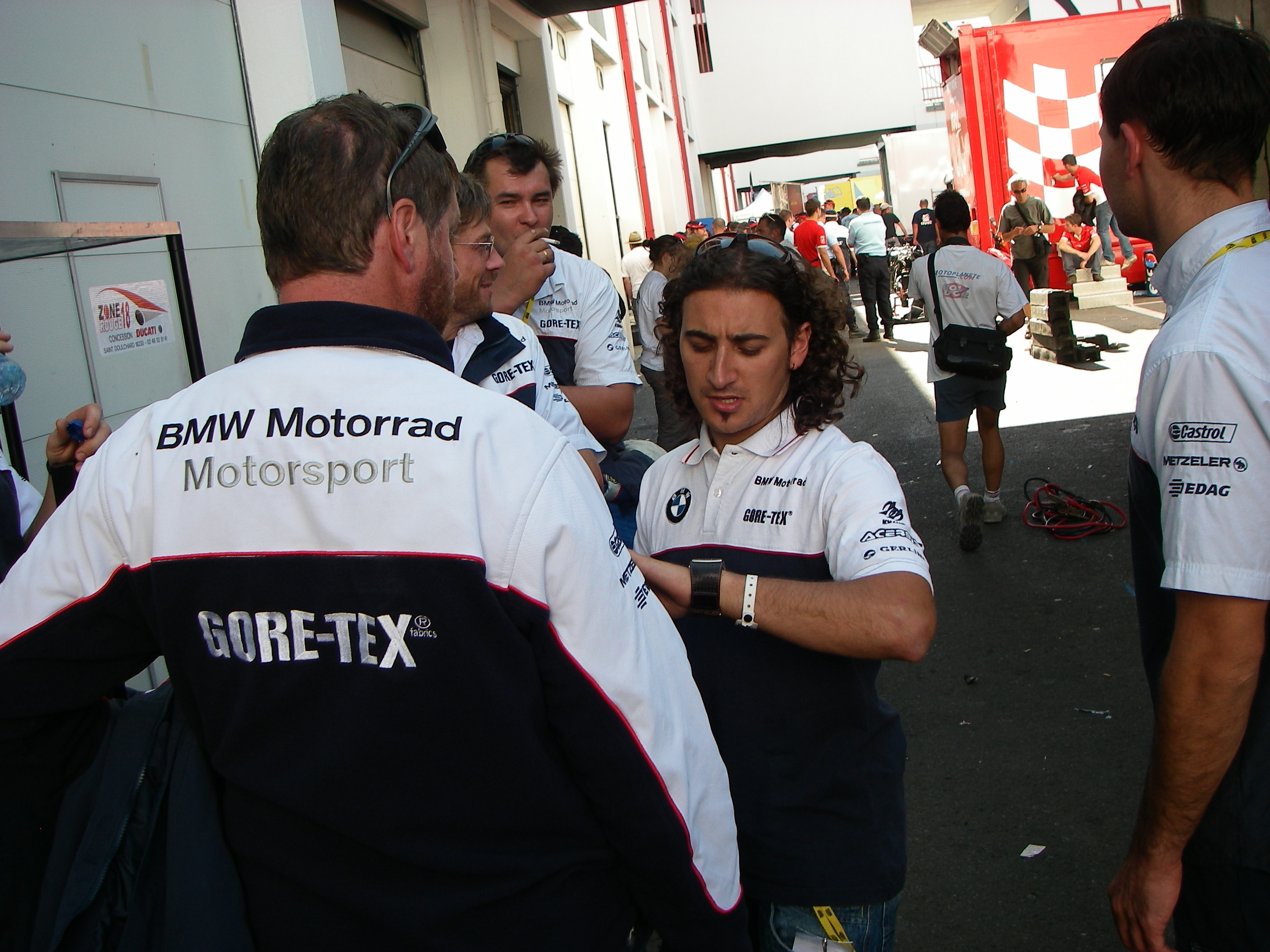
Jose Nion
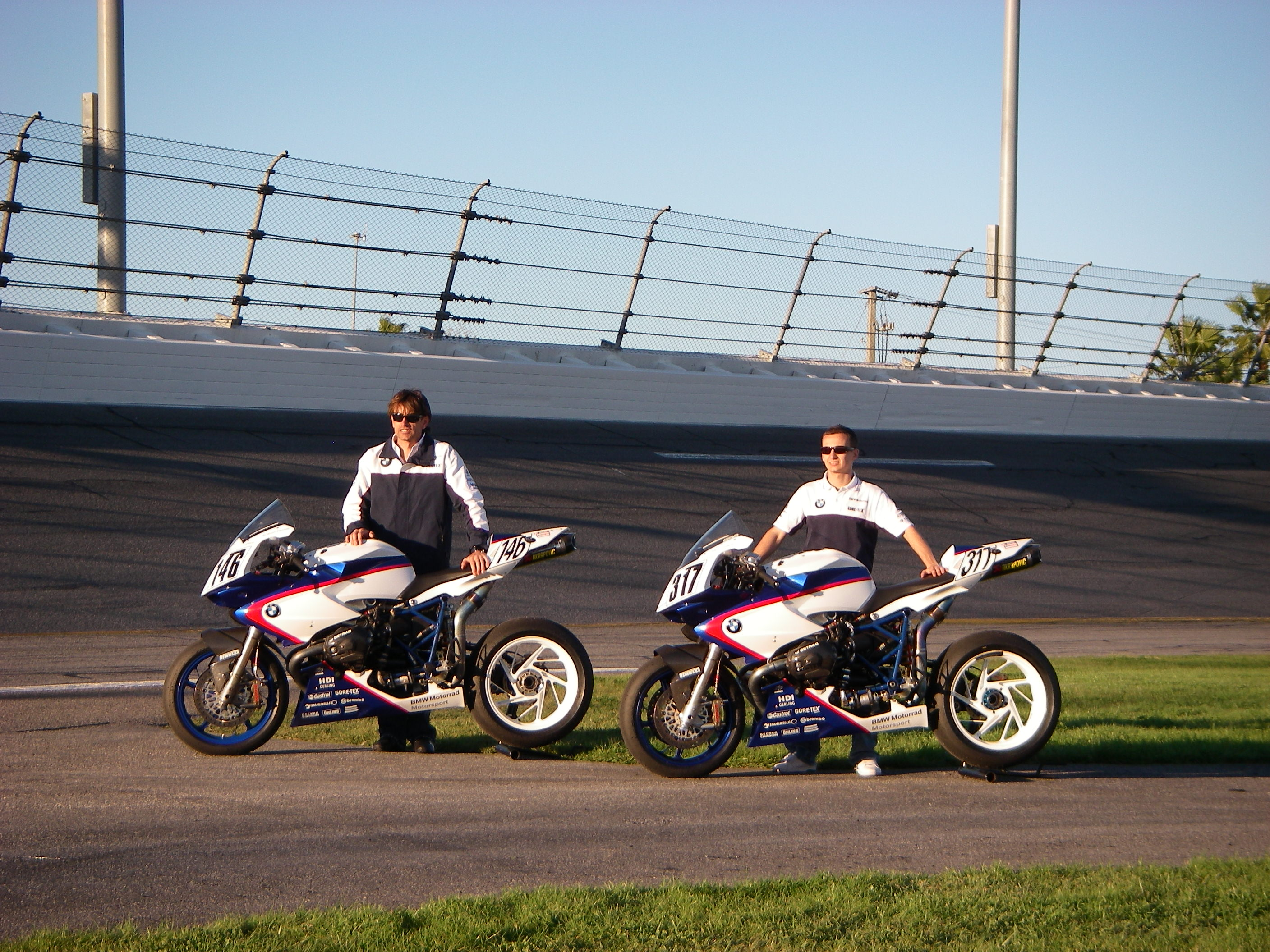
Brian Parriott (links), Richard Cooper (rechts)
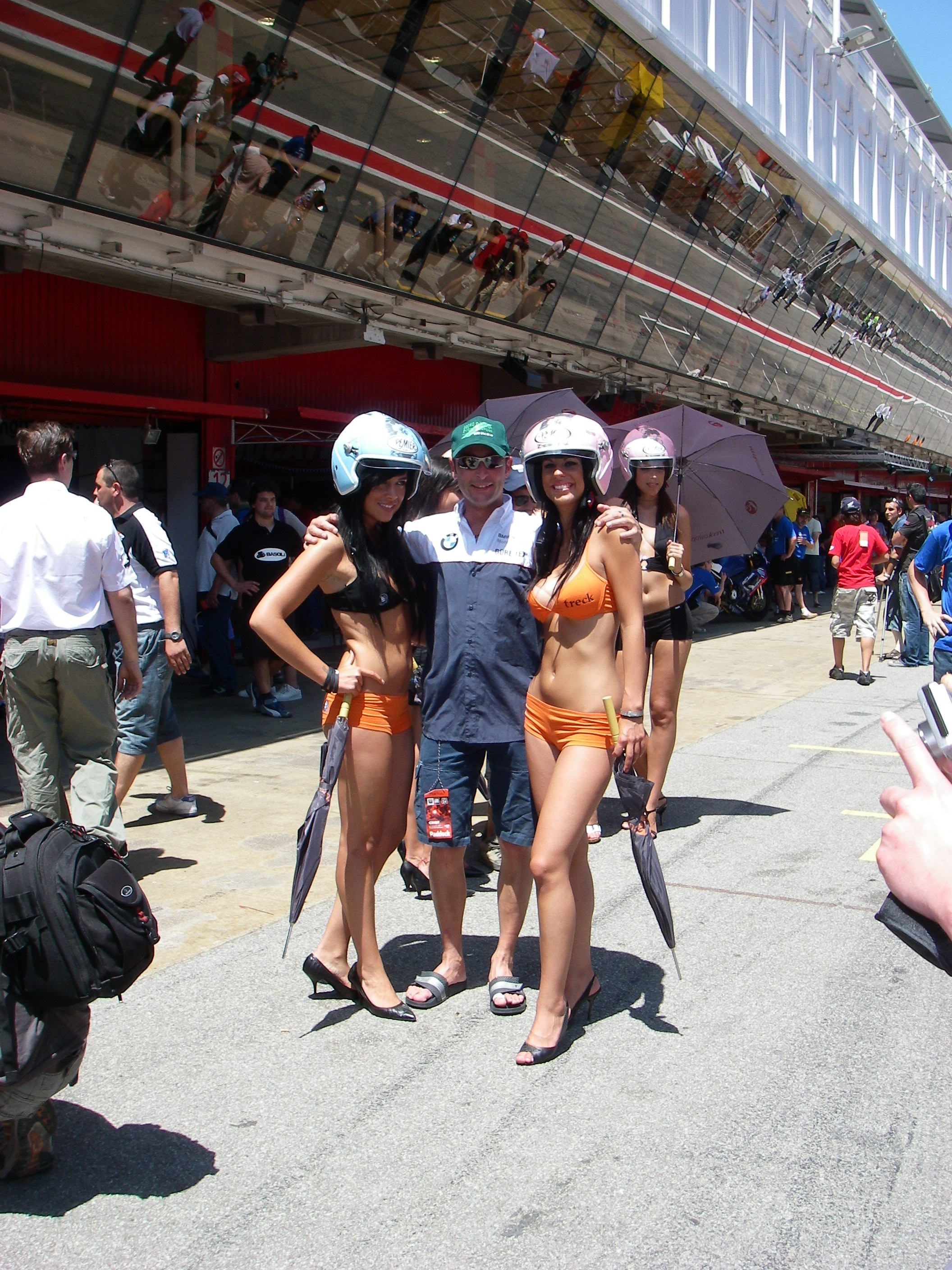
Markus Barth
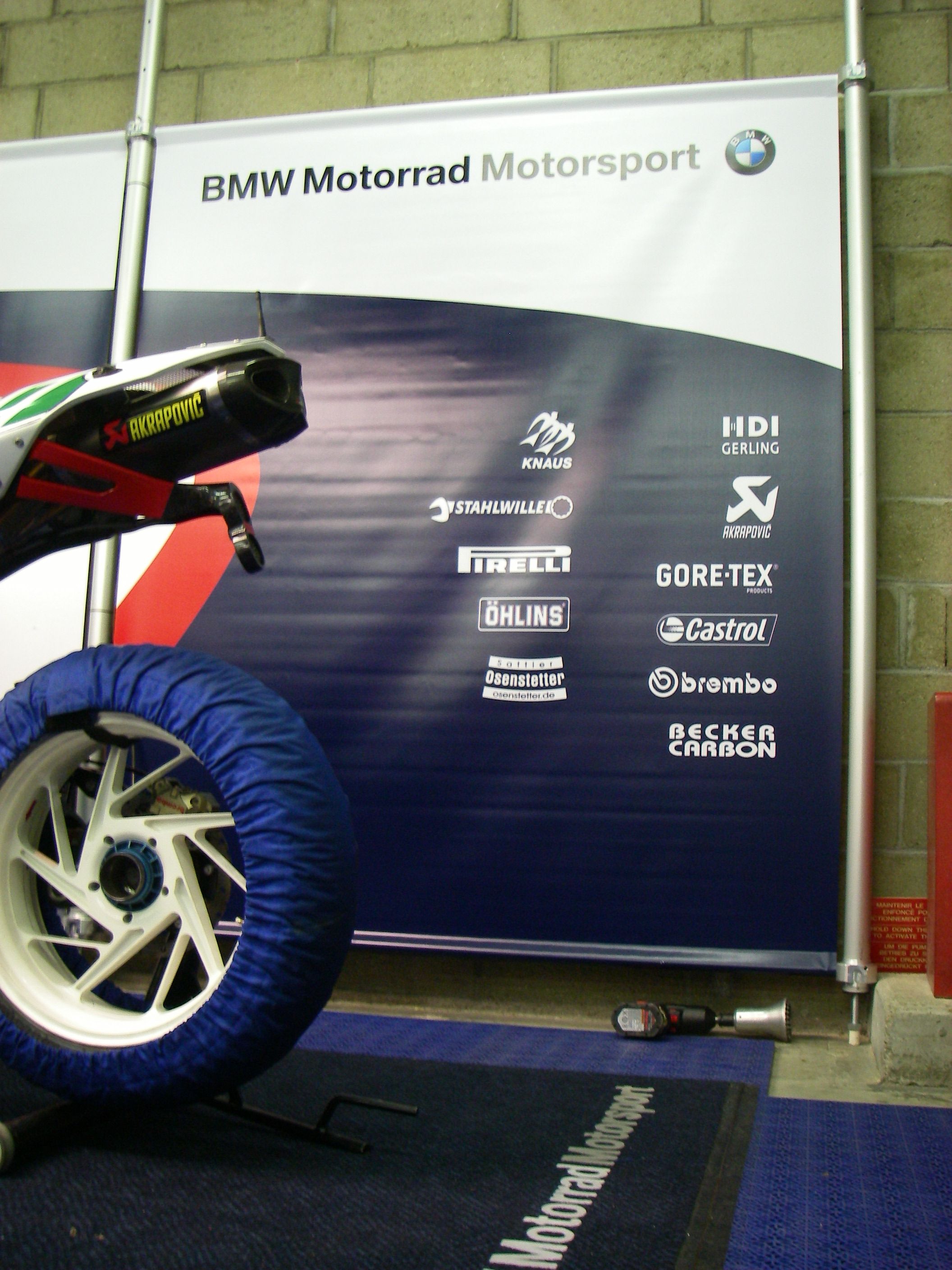
Sponsorentafel (2008)